# 赤石桥乡
赤石桥乡，是中华人民共和国山西省长治市沁源县下辖的一个乡镇级行政单位。2021年4月1日，将赤石桥乡的桃坡底村委会划归郭道镇管辖。

## 行政区划
截至2021年末，赤石桥乡下辖13个行政村：
姚壁村、刘家沟村、青杨湾村、赤石桥村、师庄村、实会湾村、倪庄村、段家坡底村、胡家庄村、善朴村、庄儿上村、涧崖底村和箭杆村。